# Sergio Barilari
Sergio Barilari (Roma, 13 agosto 1924 – Roma, 9 giugno 2018) fu un giocatore e allenatore italiano di rugby a 15, seconda linea di Rugby Roma e Vienne e tre volte internazionale tra gli anni quaranta e cinquanta del XX secolo.
Da allenatore, fu a più riprese commissario tecnico dell'Italia.

## Biografia
Cresciuto nella Rugby Roma, con essa esordì in massima divisione nel primo campionato del dopoguerra, vincendo il girone centromeridionale del torneo 1945-46 ma perdendo la finale nazionale contro l'Amatori Milano.
Due anni più tardi fu tra i protagonisti della vittoria dello scudetto, il terzo assoluto per il club capitolino; dopo la conquista del titolo si trasferì in Francia al Vienne, in cui rimase 5 anni.
Al suo attivo in nazionale tre partite, una nel 1948 vinta contro la Cecoslovacchia a Parma e due nel 1953, anch'esse due vittorie, contro la Germania Ovest ad Hannover e la Romania a Bucarest.
Dopo il ritiro agonistico fu a più riprese tecnico della nazionale: tra il 1957 e il 1962 e tra il 1965 e il 1967 ricoprì l'incarico in coabitazione con vari allenatori, tra cui Aldo Invernici, Mario Battaglini e Mario Martone; a fine 1970 fu nominato CT unico ma rassegnò le dimissioni pochi mesi dopo a seguito della sconfitta interna contro il Marocco a Napoli in Coppa delle Nazioni, anche se esse furono respinte fino a completamento del torneo.
Il 9 giugno 2018 Barilari morì a Roma a 93 anni.

## Palmarès
- Campionati italiani: 1
Rugby Roma: 1947-48